# Distretto di Pryluky
Il distretto di Pryluky (in ucraino Прилуцький район?) è un distretto nell'oblast' di Černihiv in Ucraina. Il suo centro amministrativo è la città di Pryluky. Ha una popolazione di 149 401 abitanti.
Il 18 luglio 2020, come parte della riforma amministrativa dell'Ucraina, il numero di distretti dell'oblast di Černihiv, è stato ridotto a cinque e l'area del distretto di Pryluky è stata notevolmente ampliata.